# Geomysaprinus pinorum
Geomysaprinus pinorum är en skalbaggsart som först beskrevs av Thomas Casey 1924.  Geomysaprinus pinorum ingår i släktet Geomysaprinus och familjen stumpbaggar. Inga underarter finns listade i Catalogue of Life.